# San Martín Tilcajete
San Martín Tilcajete es una localidad del estado mexicano de Oaxaca. Es cabecera del municipio de San Martín Tilcajete.

## Demografía
| Censo | Población |
| ----- | --------- |
| 1900  | 823       |
| 1910  | 729       |
| 1921  | 709       |
| 1930  | 712       |
| 1940  | 755       |
| 1950  | 824       |
| 1960  | 1131      |
| 1970  | 1347      |
| 1980  | 1345      |
| 1990  | 1600      |
| 1995  | 1649      |
| 2000  | 1771      |
| 2005  | 1624      |
| 2010  | 1730      |
| 2020  | 1933      |